# (5327) Gertwilkens
(5327) Gertwilkens est un astéroïde de la ceinture principale.

## Description
(5327) Gertwilkens est un astéroïde de la ceinture principale. Il fut découvert le 5 mars 1989 à l'observatoire Kleť par Zdeňka Vávrová. Il présente une orbite caractérisée par un demi-grand axe de 2,34 UA, une excentricité de 0,16 et une inclinaison de 9,8° par rapport à l'écliptique.

## Compléments